# Jock Young
Nascido William Stewart 'Jock' Young (Midlothian, 4 de março de 1942 - Nova Iorque, 16 de novembro de 2013), Jock Young foi um sociólogo e criminologista. É considerado um dos principais pensadores britânicos da criminologia.

## Biografia

### Obra e vida

#### Anos de formação
Young nasceu em Midlothian, na Escócia. Sua família mudou para Aldershot quando ele tinha cinco anos. Lá, passou seus anos de formação. Definida por um subúrbio sedentário e um poderio militar, Aldershot teve relevante influência para o corpo de pesquisa de Young, caracterizado por uma oposição de longa data à conformidade cultural da classe média e com as ideologias associadas com o poder estatal e o imperialismo. Tão encravado era o militarismo local que sua escola impunha o comparecimento obrigatório com uniforme da ‘Força Cadete’. O regimento esmagador não foi bem aceito por Young que se rebelou e, juntamente com um conjunto heterogêneo de opositores conscientes e testemunhas de Jeová, formou um grupo antifascista e pró campanha pelo desarmamento nuclear, visando se opor ao que eles enxergavam como a institucionalização militar da escola. Esta foi a entrada para uma campanha que seria defendida ao longo da vida, que visava combater a opressão estrutural e a cultura imperialista.

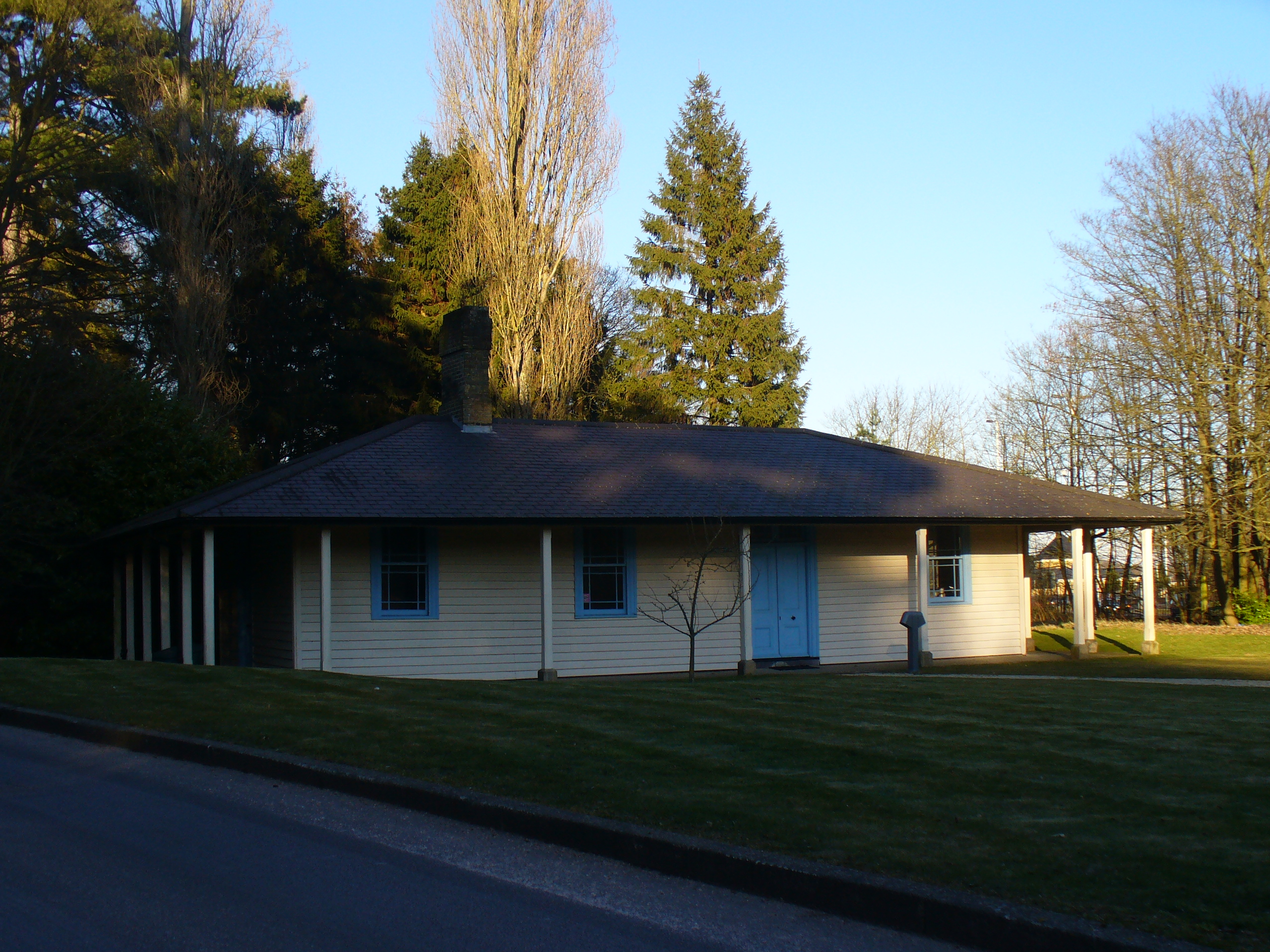
Aldershot - Primeiros estudos e desenvolvimento crítico

#### Estudos: sua passagem à sociologia
Young era um brilhante estudante, destacando-se particularmente nas chamadas ‘ciências duras’. Sua intenção era estudar bioquímica na University College London. Porém, por um desvio que o levou à instituição Regent Street Polytechnic, ele conheceu e foi inspirado por Steve Box, um criminologista marxista. Encorajado por Box, Young transferiu seus estudos para a sociologia e se matriculou na London School of Economics (LSE), em 1962. 

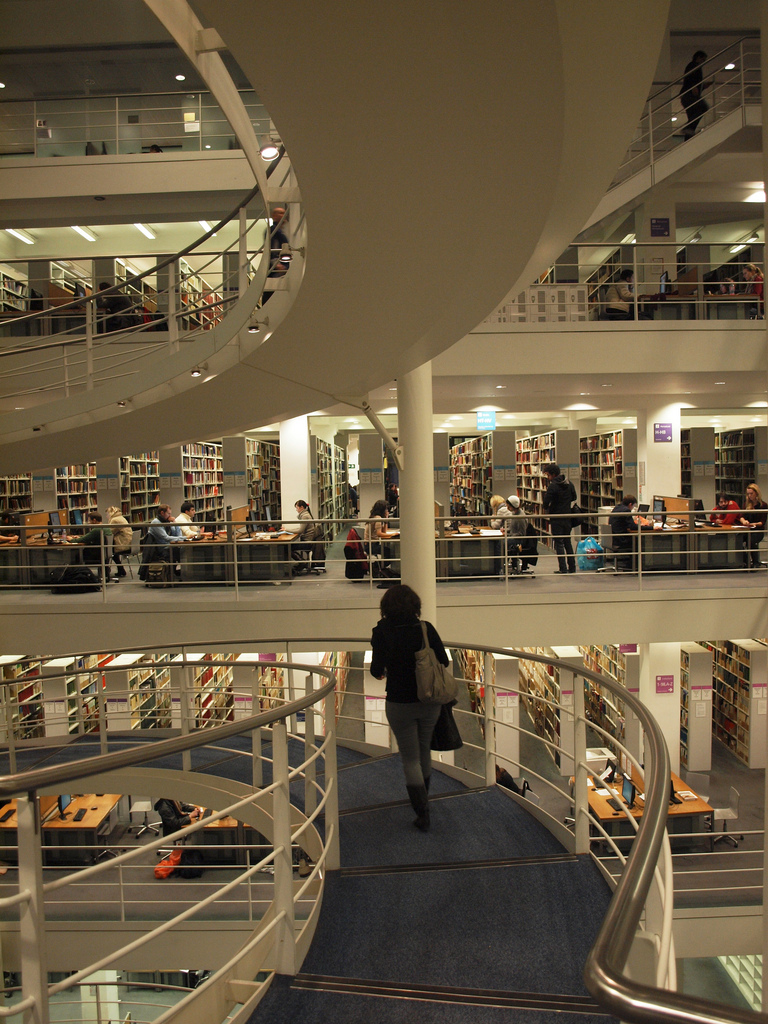
London School of Economics - Primeiros contatos com o estudo da criminologia

#### Início da carreira
No entanto, a vida inicial na LSE foi extremamente decepcionante para Young."Palpavelmente chato, um mortífero lugar fabiano", era como o estudioso descrevia o ambiente.
Apesar das frustrações sentidas na LSE, durante o curso do seu PhD, as coisas mudaram. A última metade dos anos 60 foi uma era marcada por protestos estudantis, o que logo influenciou muitos na LSE, levando à aproximação destes com o radicalismo. "De repente havia manifestações pacíficas em todos os lugares, demonstrações feitas por trotskistas e situacionistas.  O mundo inteiro parecia estar virando de cabeça para baixo", lembra Young. 
Desta maneira, a faculdade de Sociologia também foi alvo de transformação. O orientador de doutorado de Young, Terry Morris, juntamente com um pequeno grupo de estudantes (incluindo os subsequentes expositores da Criminologia britânica: David Downes, Frances Heidensohn e Paul Rock) se ocuparam de importar para a sociologia britânica alguns conceitos americanos como interacionismo simbólico e a teoria do etiquetamento social (labelling approach). Tal trabalho teve grande influência em Young; porém, havia algo mais importante ocorrendo fora das salas da universidade: a revolução da contracultura. 

#### National Deviancy Conference (NDC)
Com o contexto da contracultura, os tempos eram impetuosos. R.D. Laing promulgava sua mensagem antipsiquiátrica, os Rolling Stones estavam firmes no seu trabalho de chocar o mundo britânico que havia se estabelecido no pós-guerra. Segundo Young, tal sensibilidade proveniente da contracultura foi o que desencadeou a primeira conferência nacional sobre desvio, ocorrida em 1968. 
A NCD foi uma série de conferências interdisciplinares (era bianual, sendo que, às vezes, ocorria quatro vezes ao longo do ano) baseadas em torno da pesquisa emergente no campo da ‘sociologia do desvio’. Marcada por postura anti-institucional e altamente crítica da criminologia ortodoxa, atraia nomes de estudiosos da cultura como Phil Cohen, Stuart Hall, Paul Willis e Dick Hebdige e feministas da ‘Segunda Onda’ como Mary McIntosh e Angela McRobbie.  A NDC era uma efusão de energia intelectual direcionada para a esquerda e para o anarquismo. 
É nesse espaço que Young apresenta seu primeiro trabalho de conferência: ‘The Role of Police as Amplifiers of Deviance’. Este trabalho e a própria NDC eram reflexos claros das mudanças que ocorriam na sociedade dos anos 60. Tal contexto foi também de grande relevância para o primeiro dos seus principais trabalhos: ‘"The Drugtakers". 
Os trabalhos contínuos na NDC, posteriormente, foram importantes para despertar em Young a necessidade de se aproximar à matéria do desvio por uma posição mais holística que incluísse, de maneira mais ampla, as preocupações estruturais da sociedade. 

#### Aproximação com a Criminologia radical
Na intenção de adotar uma postura diferente em relação à matéria do desvio, Young passa a trabalhar de maneira próxima com Ian Taylor e Paul Walton. O resultado se concretizou na forma de “The New Criminology”. O livro foi uma completa crítica feita às teorias criminológicas existentes. O trabalho foi um sucesso global imediato, o que surpreendeu os três autores.  
Como forma de prosseguir nessa nova tendência, Taylor, Walton e Young publicaram, em seguida, “Critical Criminology”, uma antologia de ensaios feitos por criminologistas britânicos e americanos. Juntos, “The New Criminology” e “Critical Criminology” definiram o campo da criminologia crítica/radical dos anos 70, demarcando a preocupação por uma análise criminológica que tanto desafiasse o relacionamento de disciplina colocada pelo Estado quanto introduzisse uma crítica reflexiva dos aparatos da justiça criminal e os relacionados processos disciplinantes do ‘bem-estar’ capitalista. 
A força desta aproximação com a criminologia radical, colocada em “The New Criminology”, foi relevante na medida em que uniu os aspectos interpretativos do interacionismo (exemplificados em “The Drugtakers”) com uma perspectiva mais ‘estrutural’ associada com a teoria marxista do conflito. 

#### Criminologia neorrealista de esquerda (Left realist criminology)
As críticas subsequentes em torno da criminologia radical se pautaram na ideia de que tais estudos tendiam a ‘romantização dos criminosos’ a fim de os colocar como atores engajados na luta contra a opressão capitalista. 
Tais críticas em conjunto com o aumento das taxas de crimes causaram impacto nas perspectivas do estudioso. Essa situação foi novamente trazida à tona quando Young foi abordado pelo Conselho local de Trabalho para que algo fosse feito em relação às realidades do crime existentes na zona norte de Londres.
Em resposta às problemáticas destacadas, surge a Criminologia neorrealista de esquerda, formulada por Young e seus colegas John Lea e Roger Matthews, da University of Middlesex. 
O neorrealismo de esquerda surgiu como resposta direta ao crescimento da chamada ‘nova direita’ e as significantes transformações políticas e culturais dos anos 80. Ao observar o crime como um amálgama dos diversos ‘elementos interacionais’ (vítima, o público, a polícias e outras agências de controle social, as regras legais do direito penal, o ato criminoso e o ofensor) houve a possibilidade de considerar assuntos como a vitimização múltipla e a prevenção progressiva do crime. Assuntos estes que haviam sido, anteriormente, ignorados por criminologistas radicais em favor de alcançar o objetivo de uma transformação sociopolítica revolucionária. 

#### Principal teoria social
As mais pontuadas críticas ao neorrealismo, realizadas por criminologistas radicais, foram as de que ele representou apenas um recuo em relação aos valores normativos capitalistas e às concepções de crime e castigo consagradas. 
Apesar disso, Young não permaneceu nas críticas. O estudioso não chegou a abandonar o neorrealismo de esquerda, mas é possível reconhecer que houve um afastamento em relação as manifestações mais ortodoxas dessa corrente. Tal postura de distanciamento foi, para Young, resultado da expressão das novas políticas de crime seguidas da eleição de Tony Blair, em 1997. Com o contínuo aumento da população carcerária do Reino Unido e um insistente combate aos ideais progressivos, o estudioso entendeu que o neorrealismo não era totalmente viável. Assim, seus próximos trabalhos deveriam ser uma crítica ao New Labour (Novo Partido Trabalhista) e o amplo sistema neoliberal e capitalista que o sustenta.
Preocupado com tal contexto, pelo que o estudioso enxergou como desenvolvimento de uma ‘sociologia da vingança’ combinado com o aumento significativo de mecanismos punitivos de controle social, Young escreve “The Exclusive Society”. O trabalho versa sobre revoluções culturais e reconfigurações econômicas. 
De forma a continuar essa linha de pensamento, Young segue com o trabalho “The Vertigo of Late Modernity”, a fim de tentar compreender como os pontos revelados se dariam no nível da psicodinâmica. No livro, o ‘motim do crime e da violência’ que permeia a sociedade moderna é uma erupção de ansiedades, inseguranças e tensões que ‘assustam o mundo do dia-a-dia’. 
“The Exclusive Society” e “The Vertigo of Late Modernity” são, em grande parte, frutos do material coletado nos Estados Unidos, seguinte a sua mudança para Nova Iorque em 2002. 

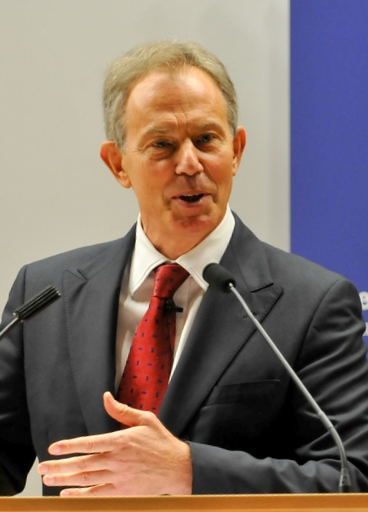
Tony Blair, a desilusão de Young com o Partido Trabalhista

#### Criminologia Cultural
No período em que Young permaneceu em Nova Iorque, após sua problematização acerca de uma teoria social, o estudioso começa a se aproximar da Criminologia cultural. Tal relacionamento ganha mais força após sua mudança para a University of Kent (UK) em 2005.
O tempo de permanência na América, para Young, o influenciou de duas formas: o forçou a revisitar a rica tradição americana na Criminologia sociológica (sua força e suas fraquezas) e a observar que apesar de grandes antecedentes sociológicos, a Criminologia americana havia se tornado algo positivista e chato. 
Assim, a aproximação com a Criminologia cultural é vista, para muitos, como a culminação do trabalho de sua vida. Congrega o interacionismo de "The Drugtakers" à crítica estrutural das desigualdades de "The New Criminology", o desejo de entender e melhorar as mazelas do dia-a-dia que ficou presente no neorrealismo de esquerda e o interesse pelas inseguranças existenciais da sociedade moderna recente. Todos são temas centrais com o surgimento da nova Criminologia cultural. O principal fruto dessa tendência é o trabalho "The Criminological Imagination", onde Young faz um apelo ao retorno do potencial criativo e crítico da criminologia. 

### Morte
Jock Young faleceu no dia 16 de novembro de 2013, no Memorial Sloan Kettering, em Nova Iorque. Diagnosticado com câncer de tireoide, Young enfrentou a doença com otimismo, ainda comentando sobre as dissertações e ensaios de seus alunos no leito do hospital. Deixou sua segunda esposa Jayne Mooney (casou-se em 1997), seus dois filhos Joseph e Fin, seu filho do casamento anterior Jesse, sua enteada Anny e seu irmão Graham.

## O Pensamento Criminológico - Análise das Principais Obras

### "The Drugtakers" - A Subcultura das Drogas
O interesse criminológico de Young também adentra as questões referentes à política de drogas. Ele aborda impressões e críticas a respeito de como os Estados lidam com a ilegalidade e o aumento do consumo dessas substâncias no livro "The Drugtakers". Segundo ele, é importante inserir o estudo das drogas dentro da sociedade, e não analisá-lo isoladamente. Assim, percebe-se melhor como é a interação entre a sociedade e  uma política de drogas. 
Uma das críticas que Young faz a esse respeito relaciona-se à grande barreira que as pessoas colocam entre as substâncias lícitas e as ilícitas, ou seja, pressupõe-se que essas duas categorias são coisas tão distintas que em nenhum momento elas se tornam próximas ou passíveis de serem comparadas.
Outra análise importante feita pelo criminologista refere-se à motivação dos usuários ao irem de encontro com a ilegalidade normativa. Nesse ponto, o autor afirma que ela consiste em uma reação social à ilicitude imposta. Além disso, ele discorre também sobre a forte e indissociável ligação entre o consumo de drogas ilícitas, a prática de crimes e a desordem pública. Tal constatação consiste em uma razões pelas quais há cada vez mais enrijecimento das leis anti-drogas e aumento das publicidades sobre os efeitos negativos das substâncias ilícitas, que muitas vezes não são verificados na realidade.
É importante agora citar a visão de Young sobre a relação entre e os usuários e os não-usuários de drogas. Cabe dizer que, nessa interação (segundo algumas concepções) esses posicionam aqueles à margem da sociedade, caracterizando-os como pessoas patológicas, comparadas a seres doentios dentro de um sistema.
Dessa forma, Young faz uma série de observações que acompanham o aumento do consumo de drogas em todos os extratos sociais, concluindo que o "homem equilibrado" é agora um "desviante", que faz uso de drogas como uma nova forma de boemia.

### “The New Criminology”: uma crítica às teorias vigentes e propostas inovadoras do autor
Em um contexto dominado principalmente pelas ideias da Escola Clássica da Criminologia, Jock Young busca uma reformulação dos paradigmas criminológicos em sua obra “The New Criminology”, de modo a poder analisar melhor os institutos aplicados pelo Direito Penal, tal como a pena, e estudar mais profundamente conceitos intrínsecos aos tópicos da Criminologia, como o conceito de “conduta desviada”. Dessa forma, Young objetiva trazer as já consolidadas ideias da teoria clássica (usadas, por ela, como uma forma de controle social) de modo a fazer um contraste à sua corrente de pensamento, que seria a Realista (Neorrealista). Assim, ele (e também outros autores) propõe novas formas de enxergar as condutas e comportamentos humanos, despindo-as de maiores valorações como determinismos sociais e racionalismos.

#### O Comportamento Desviado
Nessa linha, o autor questiona-se a respeito da "conduta desviada”, amplamente estudada nos vários períodos da Criminologia. Para ele, uma correta teoria social do desvio “tem o poder de explicar a relação entre as crenças e a ação, entre a racionalidade que os homens elegeram e a conduta que realmente se manifesta” . Young, em detrimento de outros autores, não aceita plenamente o dualismo entre ação e reação, de forma que rejeita, em partes, a ideia de que o comportamento desviado é um produto de interação entre o indivíduo “infrator de normas” e um grupo social. O autor acredita que uma conduta desviada é uma qualidade do ato, visto que para ele, a diferença básica entre conduta e ação reside no fato de a primeira ter qualidade física. Além disso, traz o argumento de que as ideias de “desvio” e “delito” não são definidas desde sempre, mas sim, que surgem por meio de consenso da sociedade, que pode vir a sofrer alterações.

#### Análise Fática do Delito
Outra discussão importante feita por Young relaciona-se às situações fáticas do “desviado” ao praticar um ato tido como delito. Ele acredita que seria vital uma variação da aplicação da pena, de modo a poder ter a possibilidade de atenua-la nos casos em que for necessário ao caso concreto. Assim, a análise da Criminologia não deve se basear pura e simplesmente no delito em sim mesmo, mas também deve levar em conta as causas e circunstâncias da prática criminal, com o objetivo de traçar padrões de injustiça estrutural, da qual o delito revela-se um fruto. Ademais, para Young as péssimas condições econômicas da classe mais pobre da sociedade capitalista refletem-se na criminalidade. Mas não pode se dizer que essa seria a única de razão da atitude criminosa.

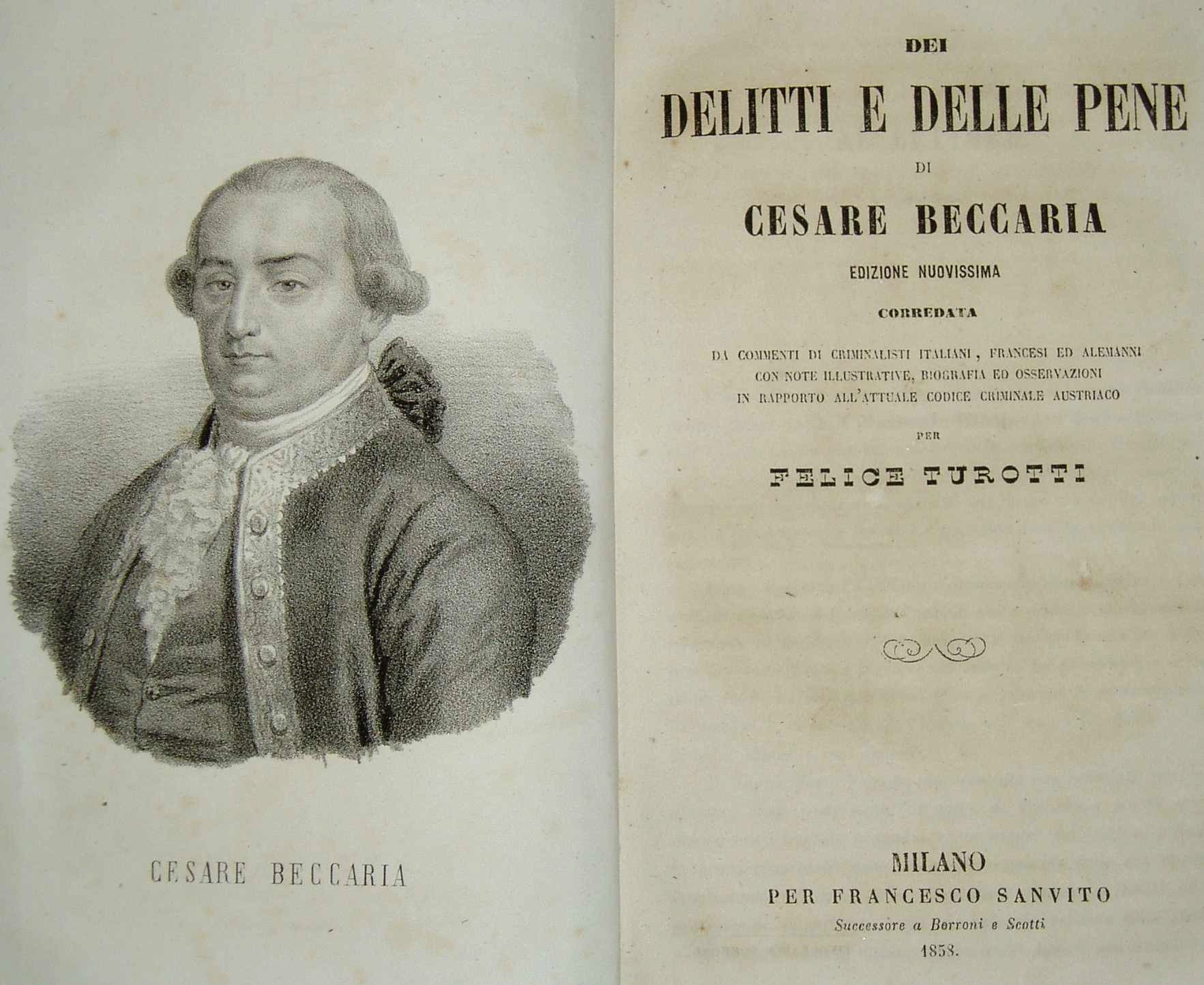
O classicismo de Beccaria foi objeto da crítica de Young em New Criminology

#### Os Teóricos Clássicos
Revela-se importante também a crítica feita por Young aos clássicos que acreditavam que as penas deveriam ser remédios rígidos para combater fortemente o despotismo de cada indivíduo. Para isso, na concepção clássica, as penas deveriam ser fixas, independente do tipo de delito cometido. Diferentemente, as ideias de Young propunham maior coerência na aplicação, visto que não só defendiam a proporcionalidade no cálculo das penas, mas também se posicionavam contra a aplicação de sanções que teriam como resultado o aumento da prática de delitos. Por essa razão, o criminologista acredita, por exemplo, que a aplicação de penas pecuniárias agravaria ainda mais a situação penal de uma sociedade, visto que prejudicaria a situação econômica das pessoas punidas, e essas, poderiam recorrer aos crimes para conseguir se manter, criando, portanto, um ciclo negativo. Concluindo essa linha de pensamento, Young diz: “um sistema de justiça clássica desse tipo unicamente pode ser regido em uma sociedade na qual a propriedade esteja distribuída em forma equitativa” .
Para Young, essa nova criminologia deve comprometer-se com a abolição das desigualdades da riqueza e poder, a partir de uma perspectiva marxista que pretendia completar a percepção do crime como consequência da estrutural submetida no contexto social em que está inserida.

#### Os Teóricos da Reação Social
Dando continuidade ao percurso crítico pelas teorias da Criminologia, em certo momento o autor dá enfoque aos estudiosos da reação social que, em uma sintética análise, defendem que um desvio criminoso de comportamento, culminando no desenvolvimento de uma conduta criminosa reiterada, é causado por meio de uma alteração da percepção que o indivíduo tem de si mesmo, decorrente da reação social que o julga como criminoso a partir de sua primeira conduta desviada. O sujeito passa, então, a internalizar tal rotulação e a agir de acordo com ela, ou seja, praticando novos crimes. Young acredita que a contribuição dessa corrente, cujos principais expoentes foram Howard S. Becker, John Kitsue, e outros, é importante porque relativiza os fatores relevantes do comportamento criminoso, contrapondo-se, nesse aspecto, ao positivismo no qual desacredita. Contudo, não a considera sequer uma teoria e reconhece contradições em seu conteúdo, além de julgá-la unilateralmente determinista por dar causa única ao desvio, contrariando a visão do autor de que a criminalidade deve ser estudada mediante um acoplamento entre as esferas social, cultural, econômica e política. É, ainda, sobremaneira ingênua, já que não reconhece que o indivíduo possui certa liberdade de escolha e que ele não é controlado por uma sociedade má e corruptora. 

#### O Naturalismo e a Fenomenologia Norteamericana
Sua análise acerca do naturalismo – uma tentativa de estudar os fenômenos tais quais são na realidade - e da fenomenologia norteamericana, citando David Matza, é de uma crítica bastante incisiva, especialmente em relação à fenomenologia e à etnometodologia. Young afirma que elas segregam o homem da sociedade, pois promovem definições individuais e sem relevo político sobre o tema, fatores que não corroboram para um estudo adequado da Criminologia e Sociologia. 

#### Análise das Perspectivas de Marx, Engels e Bonger acerca do Delito
Um dos pontos fundamentais de "The New Criminology" é alcançado com a análise de Young a Marx, Engels e Bonger. Engels possui uma perspectiva catastrófica do delito, como sendo um sintoma da desmoralização da humanidade e da decadência da sociedade, causado pela industrialização capitalista. Marx, contudo, em seus pequenos escritos acerca da criminalidade, acredita que a prática delitiva é interpretada como uma explicação da manutenção das diferenças entre as classes e da divisão do trabalho no capitalismo. Para ele, o delito é um fenômeno normal, mas a sociedade pode viver sem ele (Young corrobora tal ideia). Logo, o delito não é necessário ao todo social. Marx o afirma demonstrando a interdependência entre o modo de produção capitalista e as práticas criminosas. Para ele, não há de se falar em liberdades individuais promovidas pelo Direito enquanto se sobrepuserem a esse as desigualdades materiais do capitalismo. Portanto, o delito somente irá deixar de existir quando o Direito for, de fato, exercido voluntariamente, ou seja, quando inexistirem as referidas desigualdades. Marx, com ajuda de Engels, tentou relacionar a questão da criminalidade na conjuntura da economia política e não apartadas em uma esfera individual. Por fim, Young analisa Bonger, que se diz derivado de uma perspectiva marxista, entretanto é dotado de uma visão essencialmente correcional, carente de psicologia social coerente e sem uma construção embasada na integração com a Sociologia e, portanto, não compactua, de fato, com o socialismo de Marx. 

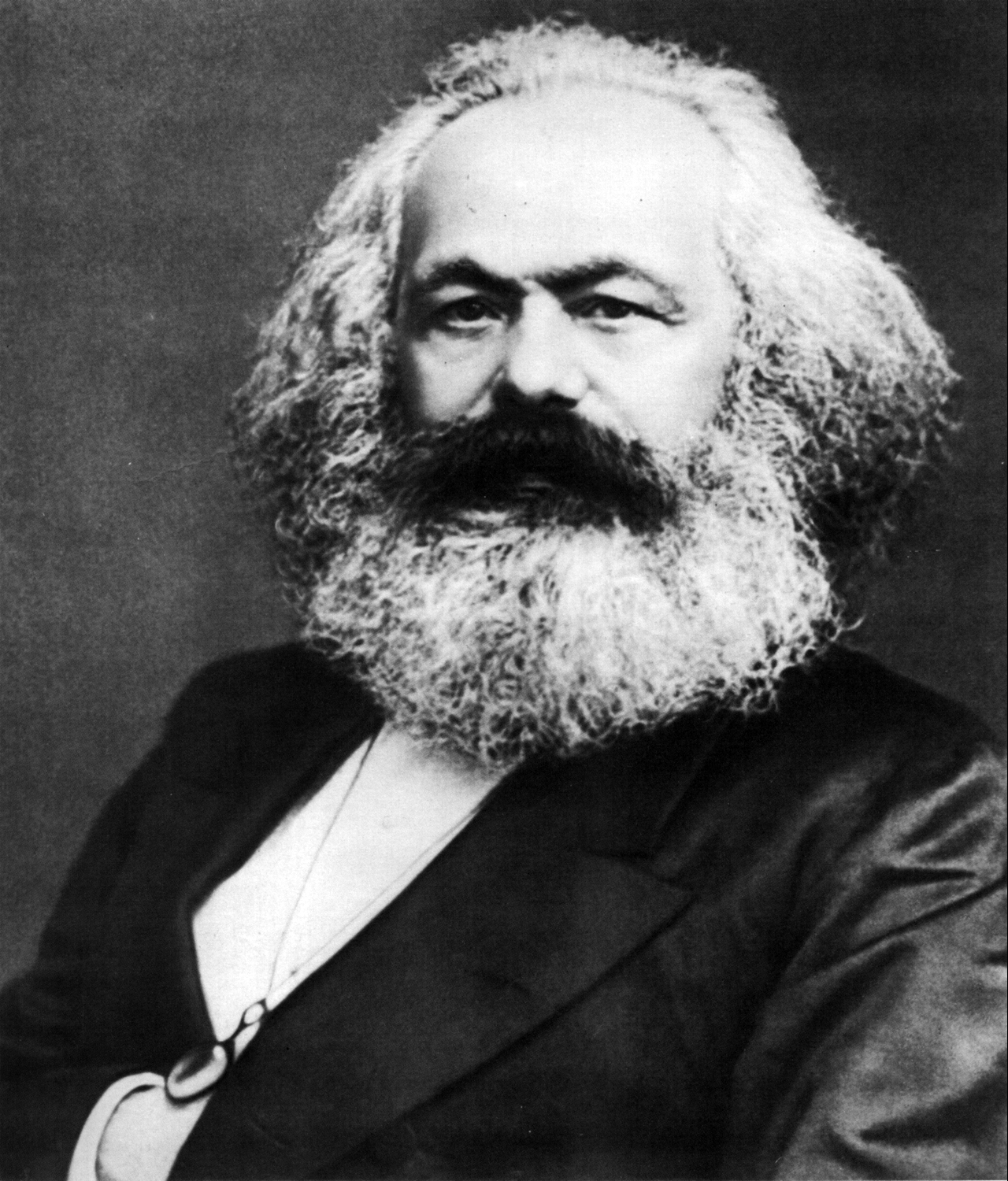
Karl Marx. Os ideais marxistas influenciaram a produção de "The New Criminology"

#### As Novas Teorias do Conflito
Com relação às novas teorias do conflito, representadas em "The New Criminology" pelos autores Ralf Dahrendorf, Richard Quinney e Austin Turk, Young analisa criticamente o fato de que Dahrendorf não contribuiu com um posicionamento crítico diante dos paradigmas da época e Turk e Quinney tentaram dar uma resposta a teorias insatisfatórias e a fatos acontecidos em um período próximo a eles nos Estados Unidos, em uma tentativa de explicá-los e dar-lhes significado, revelando, os teóricos contemporâneos, maior interesse na conjuntura norteamericana da época do que na contribuição das teorias clássicas do conflito.

#### Conclusão
Young, com essa obra que quebra paradigmas, desenvolve um estudo crítico acerca da Criminologia ao longo dos anos e pontua as principais lacunas e incoerências existentes em cada linha de pensamento, em uma tentativa de construir um estudo criminológico adequado. É com esse intento que se encerra "The New Criminology".
A conclusão de Young é de que, para se produzir uma teoria social correta, é necessário que ela esteja desembaraçada de conceitos biológicos e psicológicos e de práticas correcionais, bem como seja produzida em comunhão com a Sociologia. Destaca, ainda, a necessidade de explicar o delito, o comportamento desviado e o seu respectivo controle de acordo com uma perspectiva histórica. É preciso que, na nova Criminologia, haja a possibilidade de que se crie uma teoria plenamente social, além de que os homens possam se afirmar de maneira plena socialmente. Outro ponto de encontro entre Young e Marx consiste no intento de promover o alcance da liberdade social dos indivíduos, na qual não haja tentativas de criminalizar condutas diante de uma necessidade política, econômica e social coercitivas. A proposta do autor é regida por alguns requisitos que norteiam as necessidades formais de uma teoria social do desvio, tais quais: “as origens mediatas do ato desviado” , uma “economia política do delito” ; “as origens imediatas do ato desviado” , ou seja, contar com uma “psicologia social do delito” ; “o ato em si mesmo” , com uma “real explicação da dinâmica social dos atos propriamente ditos” ; “as origens imediatas da reação social” , ou seja, uma “psicologia social da reação que permita a explicação das possibilidades de ação do agente da conduta desviada” ; “as origens mediatas da reação social” , por meio de uma “economia política da reação”  e, por fim a “influência da reação social sobre a conduta ulterior do desviado” , considerando que ele possui consciência social e que essa está presente em suas decisões futuras. Para que seja produzida uma teoria social na essência, tais requisitos são indispensáveis e não estão passíveis de exceção. Young considera que o desafio da nova Criminologia é tratar de problemas clássicos, mas ao mesmo tempo lidos com novas perspectivas de seu tempo, a partir de um reencontro com uma interpretação política. Ela deve ser uma teoria normativa u e oferecer a potencialidade de resolução, por via social, de pontos cruciais. A partir de tais mudanças, Young, nessa fase de sua produção criminológica, se afasta de perspectivas positivistas e fenomenológicas e aposta em tratar o desvio como natural, sem, contudo tratar esse problema de maneira holística, mas sim desvinculando a diversidade dos homens da conduta criminalizadora.

### “Critical Criminology” e a Criminologia da classe trabalhadora

#### Introdução
Nesse estudo, Young busca desmistificar a Criminologia de tipo positivista (consagrada como um fabianismo historicamente construído e desenvolvido) e pontuar as exigências da Criminologia que se coloca como radical. Para isso ele ressalta a necessidade de, ao se atacar uma posição teórica à qual se é oposto, extrair o cerne do argumento do oponente para transcendê-lo. É essencial ser claro sobre os seus próprios dogmas fundamentais (concepção da natureza humana, ordem social e epistemologia). Atacar as ‘falsas ideias’ do outro, sem ser claro sobre suas próprias ideias, leva à construção de teorias que são imagens espelhadas das falsas ideias atacadas.
Desta maneira, a alegação é de que a ‘nova teoria do desvio’ criada por sociólogos americanos em 1960 e desenvolvida pela Conferência Nacional do Desvio (1960) caiu nessa armadilha. Assim, a Criminologia positiva como fabiana é apenas uma inversão da imagem que ela ataca: o utilitarismo. A nova teoria do desvio se reduz em uma oposição ao pensamento conservador: vai de um liberalismo laissez-faire a um romantismo plenamente desenvolvido. 

#### Concepções e problemas da nova teoria do desvio

##### Concepções
A nova teoria do desvio teve a tarefa de reunir o ator desviante ao seu mundo contemporâneo (visão pluralista da ação e valores sociais). Assim, a concepção patológica do desvio é subvertida, pois num contexto pluralístico, todos as pessoas são desviantes em potencial. “Todas as pessoas experimentam ‘impulsos’ desviantes, sendo a intolerância do poder que transforma tal ação normal em ação que é estigmatizada”. O desvio não é inerente em uma ação; é uma qualidade conferida a ela.
Assim, o que ocorre é que o Estado seleciona bodes-expiatórios de forma arbitrária e baseada sobre conceitos falsos de policiais, assistentes sociais e tribunais. Tais concepções apenas criam um estereótipo do criminoso como classe mais baixa e não analisam que essa construção acontece pela ausência de poder dessa mesma classe. 
Na nova teoria do desvio, as possibilidades do homem são ilimitadas, pois o homem não possui qualquer característica essencial que o predispõe ao desvio. A noção de essência é um método incorreto de categorização, aplicado pela sociedade oficinal no processo de reação (sendo que tais noções são, muitas vezes, assumidas pelos próprios atores). 

##### Principais problemas
A principal crítica posta por Young em relação a nova teoria do desvio é a de que ela tende a abraçar uma concepção romântica do universo social. A imagem do homem naturalmente bom é proposta, o que leva à ideia de que é mais provável achar a expressão humana da verdade e autenticidade nas margens da sociedade. Com isso, os novos teóricos do desvio tendem a focalizar seus ataques contra a má-direção utilitária do desvio, a transformação daquilo que é 'inútil' em 'útil'. Assim, Young coloca que o crime utilitário é de pouco interesse para a nova teoria do desvio (estes estariam até mais interessados nos ‘crimes sem vítimas’). 
Young também pontua alguns problemas empíricos que confrontaram os novos teóricos do desvio, problemas frutos da concepção limitada sobre a natureza humana e da ordem social que eles decidiram trabalhar. Alguns deles são: a desconsideração, por parte do novo teórico do desvio, do considerável consenso da sociedade sobre certas matérias; a rejeição total das estatísticas, o que só desqualificou o debate da significação da taxa de crime; a praticamente nula discussão acerca das enfermidades psicossomáticas ou psicologicamente induzidas (fruto da tendência de ignorar o fato de que os atores sob discussão possuem um corpo humano) e a negação de fenômenos que demostram que certas áreas ecológicas são desorganizadas (e tal desorganização se relaciona com forças externas e internas que atuam sobre tais áreas, como em comunidades ‘hippies’).  

#### A teoria e prática do voyeurismo na nova teoria do desvio
Apesar de existir muitos ideais progressistas na nova teoria do desvio, Young critica os problemas não-resolvidos. O estudioso coloca que em oposição a preocupação consistentemente prática da criminologia correcionalista, os novos teóricos do desvio foram estridentemente não-intervencionistas. A problemática de tal postura é que os novos teóricos, de um modo voyeurístico, encantaram-se com as atividades desviantes, principalmente com o surgimento de grupos mais militantes e agressivos. “Quer o desviante em questão fosse um viciado em maconha, um homossexual, um torcedor de futebol arruaceiro, um desviante sexual, um chantagista, vândalo, sabotador industrial ou corrupto, o sinal era que alguém tinha sentido que a ‘sociedade’ estava ‘errada’ e que, além disso, alguém tinha a coragem de fazer algo sobre isso”. O problema desse projeto é que tais teóricos queriam mostrar como as reações do Estado em relação às ameaças desviantes eram irracionais, ampliando os desvios enquanto contradiziam seus próprios princípios democráticos no processo de reação.

#### Os parâmetros da normalidade
Um problema pontual enfrentado pelos novos teóricos do desvio foi a irracional falta de resistência de indivíduos para o crime, a pressão psíquica e corporal em direção à conformidade, e o compromisso, aparentemente sem sentido, do subordinado em relação aos valores consensuais. 
Assim, há a dúvida: por que não existe uma busca generalizada e racional de carreiras criminosas, e por que, ao longo do tempo, não existe a óbvia busca do socialismo? Por que é respeitada a propriedade e por que a classe trabalhadora está envolvida em suportar ideias políticas que, manifestamente, falham em satisfazer ou são opostas aos seus interesses?
Entender a situação material do criminoso de classe trabalhadora implica examinar a ideologia que sustenta a atividade de controle social. Torna-se necessária a análise de certos preceitos da ideologia burguesa. 

##### A verdade distorcida
É preciso reconhecer que a ideologia burguesa atua sobre a maneira como a própria classe trabalhadora encara o desvio (que muitas vezes é intra classe na sua escolha de alvo, área de atividade e distribuição), portando certos elementos de verdade, embora tudo seja feito de maneira distorcida. 

##### Indignação moral
Os membros da classe trabalhadora têm interesse e noções de justiça social. Assim, há uma indignação moral dos impotentes trabalhadores com aqueles que obtêm sucesso no auto engrandecimento material. Indignação que se localiza pontualmente na consciência das desiguais possibilidades de conquista na sociedade. Porém, tal sentimento é dirigido, muitas vezes, mais aos criminosos colocados pela imprensa do que aos criminosos burgueses invisíveis. Desta maneira, o criminoso se torna um bode expiatório para ser “posto em uso como um alvo para o sentimento de injustiça dos impotentes”. Desta maneira, a crença na justiça definitiva surge como justificativa da miséria. 

#### A doce máquina
A chamada ‘doce máquina’ do controle é dirigida, na verdade, contra os que estão situados além dos sistemas e das recompensas do lugar de trabalho. Assim, as estatísticas criminais, nesse contexto, são indicativas de como o poder é disperso na criação de uma situação de poder. Punir todos os ofensores é tido como absurdo, a ideia é criar um grupo que seja simbólico para definir um parâmetro concreto e duro para que os ‘trabalhos da máquina’ de controle se façam. 
Desta maneira, Young coloca que uma postura conformista de qualquer setor da sociedade não é produto de um condicionamento infantil, mas é mantida pelo desejo de continuação do sistema de ‘oportunidade’, controle social e dominação ideológica. Para isso, o estudioso traça um paralelo com a sociedade nazista: “A sociedade nazista não foi uma ‘sociedade de massa’ de indivíduos hipnotizados, atomizados: debaixo da armadura totalitária, foi uma típica sociedade industrial avançada, expressando todos os setores de variadas e colidentes consciências de classe. Não há necessidade de Freud para nos dizer por que as pessoas apoiam um político que paralisa o desemprego, ou por que elas lutam selvagemente quando seus lares são bombardeados”. 

#### Conflito social e psíquico
Young coloca o homem ocidental como ser que vive em constante estado de contradição. Se de um lado há a existência de uma ideologia conservadora dominante, há de outro a consciência de que a realidade vivida contradiz a ideologia (o homem fica aflito ao ver que o mundo não é o que pretende ser, há injustiças no sistema, ele é oprimido pela alienação no local de trabalho). Tal conflito se expressa num consensus quanto aos fundamentos e numa diversidade de opiniões sobre a experiência destes fundamentos. 
Surge, assim, a necessidade da Criminologia crítica situar historicamente as contradições e de estudar a maneira de resolvê-las.

#### Exigências da Criminologia Radical

##### Poder e classe
O estudioso reconhece que a partir dos anos 60, os criminologistas têm se tornado conscientes do fato do poder. No entanto, estes não pretendem envolver-se com o poder. Assim, Young ressalta que o pesquisador, para compreender uma subcultura, deve compreender suas potencialidades de mudança. Tal postura deve ser livre de medo de argumentar e sem resistência às mudanças. 

##### Estatísticas
As estatísticas, apesar de não serem absolutamente claras, podem ser uteis para demonstrar que ainda há um grande respeito pela propriedade e como a extensão da desorganização da sociedade se dá. Porém, deve-se utilizar as estatísticas de maneira crítica, a fim de formar uma base para a análise socialista do desenvolvimento de 
contradições existentes em uma sociedade proprietária. 

##### Liberdade
Young também atenta para o fato de que é preciso desenvolver uma responsabilidade social no criminologista a fim de que este não crie apenas uma coleção de ‘exotismos’ desviantes. Assim, é preciso se atentar às exigências temporárias que não podem estar desvinculadas de uma estratégia geral. A postura dos criminologistas idealistas que apoiam, de maneira incondicional, a liberdade é tida como perigosa: “exigir liberdade absoluta em uma população dirigida às margens do desespero, é convidar ao exercício das leis de laissez-faire do mercado e à continuação do domínio dos poderosos”. 

##### Questão da legalidade
A Criminologia radical deve possuir uma estratégia que demonstre as verdades que sustentam a lei como instrumento de uma classe dominante. Sua tarefa não é romantizar a ilegalidade, mas mostrar que o próprio Estado quebrará suas próprias leis e que a legitimidade que sustenta a lei é vergonhosa. 

##### Diversidade socialista
A luta da Criminologia radical deve ter como meta final a construção de uma cultura socialista diversa e expressiva. Assim, a luta deve ser posta em duas frentes: uma que vá contra a sociedade de classe existente e a outra, secundária, é a frente que vai contra as tendências dentro do movimento socialista e da classe trabalhadora que se concentram, de forma estreita, nas interpretações economicistas da revolução socialista. 

#### Conclusão
Para o estudioso, o problema do positivista é circunscrever o comportamento desviante a uma série de forças humanas, excluindo a escolha e razão humana. Já o problema do idealista é retratar o desvio como mero fruto da razão, sem o situar num tempo e lugar. O que está presente em ambas posições é o fato de que elas ignoram as condições materiais e o quadro biográfico no qual a escolha humana é moldada.
Assim, para Young, o papel do criminologista radical deve ser desmistificar o controle, unindo-se a movimentos que procuram criar alternativas tangíveis e áreas de escolha. O crime, diante de uma perspectiva socialista, compreende uma ordem difícil de comportamentos e atividades que, às vezes são progressivos em sua ação e em outras são contrários ao próprio socialismo. Porém, deve-se discriminar atividades que são adaptações culturais do povo e crimes que derivam da brutalização do criminoso e da comunidade, ou seja: fazer uma análise materialista do desvio e criar uma estratégia que ligue teoria à prática social real é a verdadeira tarefa intelectual da Criminologia socialista. 

### "The Exclusive Society" e a criminologia cultural
A Sociedade Excludente (The Exclusive Society) é uma obra que reflete uma sutil mudança de posicionamento na construção do pensamento de Young. Sua preocupação se volta para a compreensão da transformação que ocorre nas causas de determinação do crime  na sociedade que surge em substituição àquela dos anos de ouro do pós-guerra (anos 1950 e 1960), assim como as políticas criminais correspondentes.
O pano de fundo político para a publicação do livro é uma decepção de Young com as políticas criminais levadas a cabo pelo Partido Trabalhista britânico, do então eleito primeiro-ministro Tony Blair. Se o discurso do mandatário pregava um enfoque não apenas no crime, mas em suas causas materiais ("Tough on crime, tough on the causes of crime" ), as políticas criminais adotadas tiveram cunho marcadamente conservador, com a adoção de uma sociologia do crime voltada para o ideal de punição, que resultaram em um exponencial aumento no número de encarcerado na Inglaterra.
Nesse contexto, Young não abandona suas ideias criminológicas do Realismo de Esquerda (Left Realism), porém se afasta de algumas de suas concepções mais ortodoxas, dedicando-se a uma análise sociológica das causas determinantes do fenômeno do crime na sociedade da modernidade recente, a fim de compreender o papel que as políticas criminais modernas cumprem e repensar a lógica do controle social  dentro das especificidades da nova tecidura social.

#### Tese
Em "A sociedade excludente", Young se propõe a analisar as mudanças que ocorreram na forma de organização da sociedade na passagem do fim dos anos 1960, quando se podia vislumbrar um modelo de sociedade classificada como inclusiva, para uma nova estruturação social, típica da modernidade recente, que se caracterizaria por seu caráter eminentemente excludente. Nessa nova sociedade se reorganizaram os valores, que passam a fundamentar um sistema que é capaz de absorver uma grande quantidade de diferenciação cultural, a qual é contrabalanceada pela emergência de mecanismos estruturais de exclusão. Tal transformação acarretou uma mudança na forma de compreensão do fenômeno do crime, da criminalidade e nas perspectivas teóricas da criminologia. O papel que Young assume é o de analisar criticamente tal reconfiguração, com destaque para uma apreciação da função que o sistema penal e as políticas que lhe correspondem exercem em meio a essa nova configuração social, a fim de que, ao final, possa propor maneiras de combater o mecanismo complexo de exclusão social, sem ignorar as transformações do mundo moderno. Assim, a obra se insere dentro do plano da chamada criminologia cultural, que busca compreender o fenômeno do crime a partir das mudanças da estrutura cultural da sociedade.

#### Da Sociedade Inclusiva à Sociedade Excludente
A proposta de Young se baseia em um distinção clara na forma de desempenho das relações sociais e culturais na sociedade da modernidade recente (pós-anos 1970) comparativamente à sociedade moderna que a antecedeu. Nesse sentido, Young segue a linha sociológica que verifica uma especificidade nas relações humanas em sua "condição moderna", cujo principal representante é Anthony Giddens. Na história, similar diferenciação é notada por Eric Hobsbawn, em seu clássico "A Era dos Extremos". A sociedade inclusiva, para Young, era aquela em que havia um certo grau de certeza e determinabilidade em relação aos principais valores comuns do próprio viver em sociedade. Dentro dessa sociedade, compartilhava-se uma noção pacífica e generalizada do sentido de cidadania, de forma que a ordem social construída se impunha de forma quase absoluta aos que viviam dentro dessa sociedade. Tal situação permitiu a criação de um tipo ideal que representava o arquétipo do perfeito cidadão racional. As condutas desviantes eram facilmente observáveis e representavam a expressão de uma parte minoritária incapaz de agir segundo os valores sociais comumente aceitos. Dessa forma, tais condutas acabavam por representar uma patologia (social ou individual), e o papel dos instrumentos de correção e controle social era promover a readequação dos desviantes ao viver segundo os padrões comuns.
Um conjunto de transformações econômicas e culturais marcam uma superação desse modelo social uniforme. No plano econômico, destaca-se a emergência de uma nova estrutura de produção no capitalismo mundial, com a substituição do modelo produtivo fordista do pós-guerra, que detinha um arranjo mais economicamente estável, pela estrutura pós-fordista de produção, marcado pelos empregos pouco estáveis, o crescimento do mercado secundário em detrimento do mercado primário de produção, o desemprego estrutural e as injustiças na construção do processo meritocrático, que distribui oportunidades e recompensas de forma aleatória. Tal sistema é o responsável, por um lado, pela potencialização das situações de precariedade econômica e privação relativa (aquela que se estrutura comparativamente aos demais agente econômicos) e, por outro, pela emergência de uma cultura individualista exacerbada, centrada nos valores comuns do consumismo. No plano cultural, por sua vez, a revolução cultural, em muito potencializada pelo individualismo crescente, promove uma transformação nos valores vigentes. A unidade de valor social é questionada e emerge uma sociedade pluralista, na qual grupos sociais diversos reinterpretam os valores gerais e lhes condicionam aos seus objetivos sociais e a suas formas de compreensão da vida em sociedade.
A modernidade recente, em face das mudanças destacadas, passa a reagir de forma diferente aos problemas sociais de desvio. O individualismo exacebrado e as insatisfações geradas pela privação relativa acarretam um aumento real na taxa de criminalidade, enquanto que a insegurança ontológica de viver em uma sociedade com múltiplos valores sociais gera uma incerteza em relação à resposta eficiente. A conduta desviante não é mais facilmente identificável ou distinguível. Os novos mecanismos de controle social não mais serão elementos de correção e inclusão à  ordem comum, tal qual na sociedade inclusiva. Seu direcionamento será no sentido de gerenciar os riscos comuns, direcionando seu aparato de exclusão sobre alguns grupos sociais marginalizados. Além disso, exercem um papel de tentar recuperar e estabelecer valores comuns pela criação de verdadeiros bodes expiatórios no plano social. O direito penal atua, nesse contexto, como o instrumento mais poderoso de seleção e exclusão.

#### A ideia de crime na modernidade recente
A crise na compreensão dos valores sociais, a chamada crise da modernidade, foi responsável por uma crise igualmente relevante na criminologia moderna. A noção de crime até então aceita baseava-se na existência de um comportamento delituoso delimitado e diferenciado, sendo o papel desempenhado pelo saber criminológico o de identificar as causas que determinam a conduta desviante, sejam elas causas patológicas individuais (etiologia individual) ou sociais (etiologia social). As transformações da modernidade recente impossibilitam tal modelo de compreensão criminológico. Nas novas relações sociais, verifica-se um grande aumento da taxa de crimes, que se alia a uma percepção de que o número revelado de crimes é inferior àquele que de fato ocorrem na realidade. Tal fato permite a compreensão de um processo de seletividade da justiça criminal, que conduz a uma problematização sobre a própria ideia de crime e criminoso, o que, por sua vez, engendra um grande questionamento em torno da própria função exercida pela punição. O crime passa a ser fenômeno comum no viver cotidiano, dificilmente identificável e em nexo de continuidade com uma série de condutas consideradas normais (não-desviantes) e recorrentes no dia-a-dia social.

#### O controle social na sociedade exclusiva
O conjunto de transformações sociais que envolveram a formação da sociedade pós-moderna tornou obsoletos os modelos de controle social concebidos durante a modernidade. O fenômeno do crime se alterou, e junto com ele as perspectivas criminológicas. A nova sociedade atua tendo de lidar com um grau muito maior de dificuldade, dada a incerteza material e econômica que permeia o viver atual, e também com um aumento da diversidade, produto das transformações culturais que resultaram na eclosão de uma pluralidade conflituosa de valores.
O controle social, dessa forma, passa por um grande processo de reestruturação. Quanto à forma de reação social ao crime, a nova política criminal é marcada por uma base atuarialista, marcada por uma transformação que se manifesta na própria conduta individual. Em um mundo no qual incertezas valorativas quanto aos valores de certo e errado se desenvolvem em um contexto no qual o crime se transforma em ato normal na vida cotidiana, a atitude do indivíduo passa a ser direcionada por uma cautela muito grande, que se manifesta na tentativa de minimização dos riscos sociais. O novo modelo criminológico atuarial passa a lidar com a realidade constante do crime. Seu objetivo não mais se dirige a verificar e tratar eventuais distúrbios e patologias pontuais. Diante da onipotência e normalização do crime na vivência em sociedade, o novo sistema é moldado para reduzir os riscos. Seu campo de tutela não mais se reduz às condutas criminais, mas concentra-se previamente em atitudes suspeitas e comportamentos fora da "normalidade". O sistema atuarial reforça os mecanismos de exclusão. Sua ação pontual sobre grupos sociais específicos (onde o risco da criminalidade seria maior) tem grande potencial de criar estigmas sociais e submete esses setores selecionados a uma reprimenda penal cada vez mais constante e severa.
Se, por um lado, transformaram-se as formas de reação ao crime na nova sociedade, também a forma de compreender suas causas foi questionada. O crime, até então concebido como produto de uma falta de compreensão dos valores sociais, passa a ser visto como produto desse próprio mecanismo de inserção. A sociedade moderna constrói as condições que determinam a ocorrência do aumento da taxa de criminalidade, por meio de um fenômeno a que se intitula bulimia social. O crime surge como consequência de um processo de inclusão nos valores de mercado e posterior exclusão gradativa do sistema de recompensas. Primeiramente, a diversidade é aceita no sistema, de forma a absorver os valores econômicos predominantes, ligados à construção da cultura do status econômico e do consumo exagerado. Em um segundo momento, a diversidade anteriormente incorporada é expelida, não permitindo a manutenção de determinados grupos na lógica social predominante.
Socialmente, o surgimento da cultura das subclasses evidencia tal processo. Uma subclasse se caracteriza por ser um modo de reorganização específico dos valores predominantes segundo as particularidades de cada grupo social. Sua existência pressupõe, portanto, uma assimilação prévia dos valores sociais dominantes, remodelados segundo as possibilidades factuais de cada grupo. No contexto da grande diversidade de valores, a subclasse trata-se de uma possibilidade de unidade de pensamento. Mesmo nas subclasses mais excluídas, o que se verifica é que a criminalidade não emerge de uma ausência da compreensão dos valores de mercado, mas sim de sua plena incorporação - envolvendo até objetos comuns de desejo, que, ao conflitar com as limitações materiais e a precariedade econômica a que se submetem esses grupos, pode se transformar em fator potencializador do crime.

#### Essencialização e Demonização
Se a análise do aumento da dificuldade na sociedade pós-moderna leva a uma percepção do aumento da criminalidade e a uma recomposição dos mecanismo de controle social, o aumento da diversidade é igualmente problemático e gera a necessidade de compreender as novas dinâmicas de interação social. A revolução cultural desconstruiu os valores comuns e os substituiu por uma sociedade marcada pelo pluralismo das várias formas de pensamento e compreensão. Nesse contexto, a proposta mais simples de compreensão desse novo mundo ideologicamente fragmentado é a adoção de uma postura multiculturalista. O multiculturalismo se propõe a estruturar o tecido social a partir do reconhecimento das diferenças culturais e da valorização das políticas de identidade. A sociedade multicultural se equipara a um mosaico, unido por um conjunto de valores e crenças comuns dentro das diferenças internas. O pressuposto multiculturalista, ao reforçar as diferenças de identidade, abre a possibilidade de uma compreensão essencialista. O essencialismo consiste em atribuir a certos grupos sociais algumas características permanentes, relacionadas a fatores biológicos ou culturalmente desenvolvidos. Em sua crítica a tal modelo, Young e Lea demonstram que as diferenças sociais não são originárias de condições existenciais e atemporais, mas sim produtos da experiência social concreta e definida no tempo e espaço. A aceitação, porém, da perspectiva essencialista na sociedade atual é um pressuposto para o movimento de demonização de alguns grupos culturais específicos. O processo por meio do qual se imputam a determinados setores da sociedade a responsabilidade pelas dificuldades e também os maiores riscos para o viver em comum pressupõe que tais grupos possam ser facilmente identificados e diferenciados por suas características próprias. Tal construção tem como consequência a facilitação do processo de exclusão social. O essencialismo contribui para esse processo na medida em que fornece os alvos da exclusão pela afirmação dos estereótipos sociais. Por outro lado, a formação da sociedade excludente alimenta a cultura da essencialização, na medida em que a exclusão social ameaça o senso de identidade de alguns grupos, que acabam aceitando as essências construídas para suprir a falta de elementos que permitam a própria identificação.

#### Políticas criminais na modernidade recente: tolerância zero e experiência prisional norte-americana

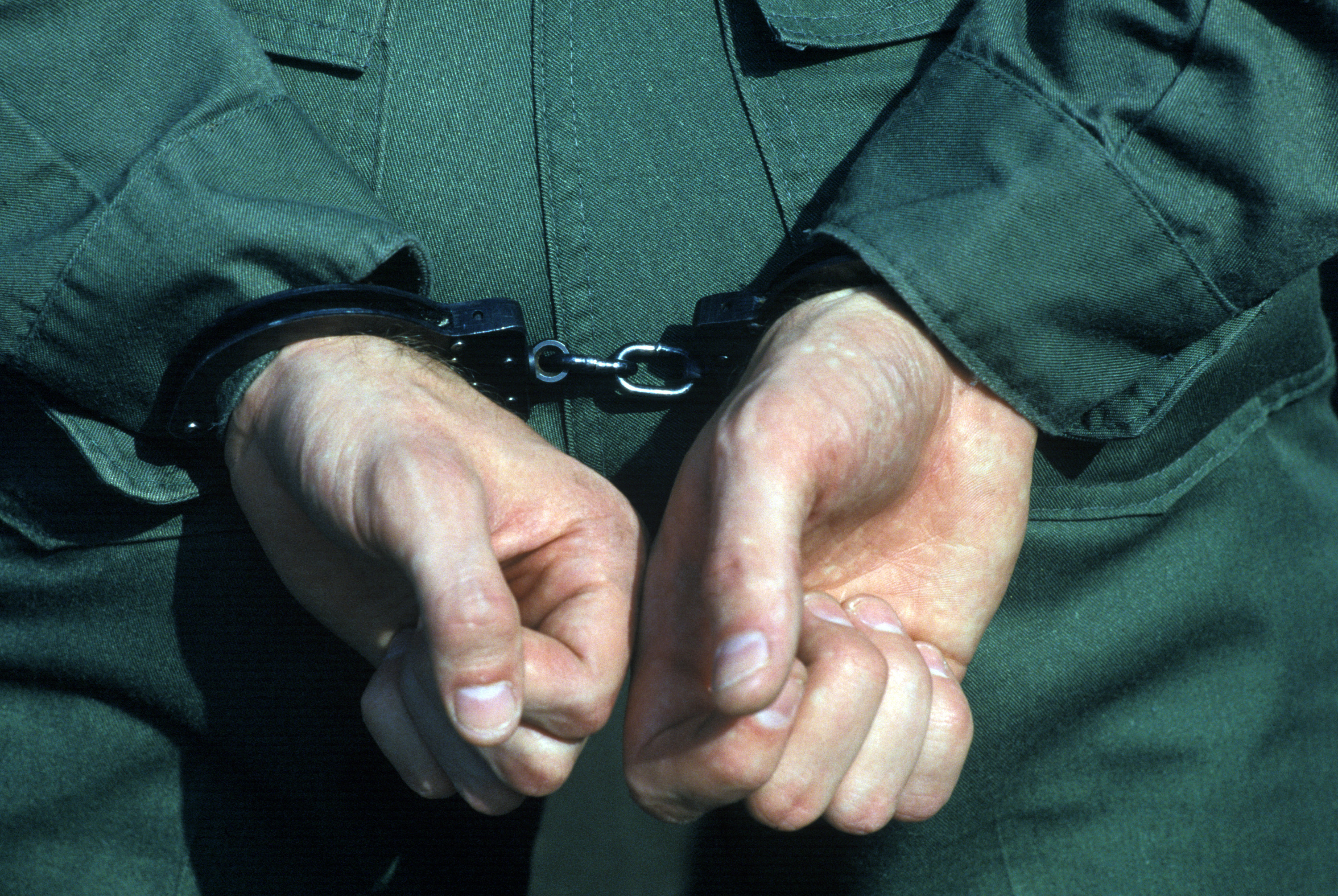
A busca por soluções fáceis para o problema da criminalidade resultou em políticas como a da tolerância zero nos EUA

Young se propõe a analisar duas experiências concretas de política criminal na pós-modernidade: a emergência do chamado modelo de tolerância zero em relação ao crime e o aumento da prisionalização como resposta punitiva. 
No que tange à ideia de tolerância zero, sua relevância se deu pela grande redução na taxa de criminalidade da cidade de Nova York nos anos 1993-96. Construiu-se a ideia de que um conjunto de novas práticas realizadas pelo Departamento de Polícia de Nova York teria sido a causa diretamente responsável por essa queda no número de crimes. Tais práticas se caracterizariam por um acirramento da repressão policial, que se tornaria menos intolerante com crimes e desvios, por um lado, enquanto se aplicariam penas mais rígidas por outro. O espaço de repressão não se restringiria apenas a grandes crimes, mas se ampliaria para pequenos crimes e incivilidades, as quais seriam elementos de um continuum delituoso. Tal política teria como base as ideias do artigo Broken Windows (Janelas Quebradas), de James Q.Wilson e George L.Kelling. 
Ao criticar tal modelo, Young aponta que, na realidade, a redução da taxa de criminalidade em Nova Iorque dificilmente se conecta com alguma prática inovadora de policiamento, tendo ocorrido simultaneamente em 17 das 25 grandes cidades americanas no período, muitas delas tendo optado por métodos opostos de combate ao crime. Ademais, como o próprio comissário de polícia de Nova York, William J.Bratton, assinalou, nunca se aplicou efetivamente uma política de tolerância zero, de forma que lidar com a criminalidade nunca significaria a imposição de um rígido controle social. Por outro lado, a referência a Broken Windows é também pouco substancial. O artigo clássico de Wilson não pode ser compreendido como um corolário da aplicação das políticas de tolerância zero. Sua tese era no sentido de apontar as limitações do modelo de policiamento até então adotado. A polícia deveria perder sua centralidade como elemento de controle do crime, atuando de forma mais periférica no controle de pequenos crimes e comportamentos desordeiros. A eficácia da ação policial seria muito maior nesse espectro do que em relação aos grandes crimes. Ao atuar na esfera dos comportamentos de menor importância, a polícia poderia contribuir para evitar a profusão de grandes crimes. Não se trata de criar um aparelho repressivo intolerante centrado na ação policial, mas sim de uma teoria sutil que repensa o papel global do papel exercido pela polícia. Para Young, a emergência de respostas falaciosas como o policiamento de tolerância zero e sua ampla divulgação e aceitação tem como base um processo de simplificação do social, no qual o crime é visto como um problema superficial na sociedade (falácia cosmética). Nesse contexto, prosperam soluções simples e miraculosas para a solução do problema da criminalidade, as quais se baseiam, muitas vezes, na mera ação do sistema penal, as quais são extremamente limitadas, já que a realidade das causas do crime se encontram, de fato, em causas estruturais do sistema.
Se as políticas de combate ao crime são falhas, a política de encarceiramento adotada nos Estados Unidos é igualmente criticável. O aumento da taxa de encarceramento vem fundada em teorias como a de Charles Murray, que se baseiam na crença de que o aumento do risco de ser preso tem efeito na redução da taxa de criminalidade. Tal proposta toma como inalteráveis as causas estruturais que determinam a ocorrência do crime, de forma que o risco de encarceiramento se tornaria o único fator relevante para a determinação da taxa de criminalidade. O raciocínio falha pois o perigo de encarceiramento é apenas um dos fatores determinantes do crime, que encontra sua real motivação na desigualdade social. Ademais, políticas de encarceiramento tem efeitos diversos em relação a cada grupo social específico, e a própria correspondência que se busca estabelecer entre risco de prisão e taxa de criminalidade é falha quando são comparados modelos diferentes de prisionalização: existem países onde o encarceiramento diminui e a taxa de criminalidade também, enquanto em outros o aumento da rigidez do sistema coincidiu com um aumento da criminalidade. Por fim, a análise da experiência prisional norte-americana é vista como um exemplo de ineficiência e contradição. A encarceiração em massa não teve efeitos relevantes sobre a taxa de criminalidade, criou, no seio do país historicamente mais ligado à proteção da liberdade individual, a maior população encarceirada do mundo (1.6 milhões de presos), a qual, ainda, é predominantemente racista e classista em sua constituição.

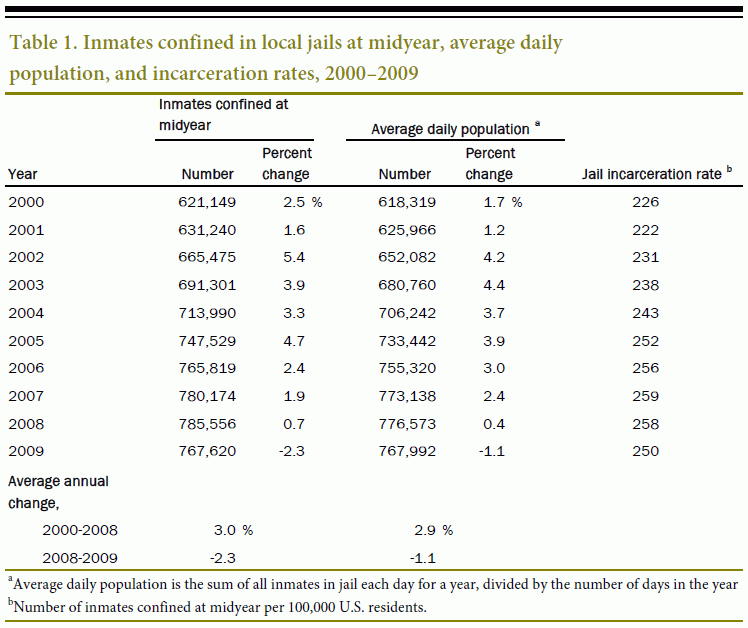
Taxa de encarceramento nos EUA. A experiência prisional americana foi objeto de estudo de Young em A sociedade Excludente

#### A estrutura de coesão da sociedade na modernidade recente: justiça material, família e comunidade.
Nesse ponto, o autor se propõe a desenvolver uma análise das relações entre as estruturas de coesão social (justiça material, família e comunidade) e sua capacidade de interferência na criminalidade. 
Na esfera da justiça material, a regularidade na distribuição das recompensas é estruturada segundo o modelo instituído pela regra da meritocracia. No entanto, a forma como tal regra é desigualmente programada na sociedade atual, favorecendo aleatoriamente alguns em detrimento de outros - tanto no processo de acesso às oportunidades, quanto nos critérios empregados para a distribuição das recompensas - gera uma sensação de grande e constante descontentamento e revolta dos excluídos. A privação relativa a que se submetem, em decorrência dessa falha original da regra meritocrática de distribuição econômica é o principal fator a ser analisado na determinação das causas da criminalidade na sociedade pós-moderna.
No plano da família, rediscute-se sua capacidade de agir como fator de coesão social. O papel que se confere à organização familiar é o de controle das regras. Na concepção conservadora, o ímpeto criminoso seria natural ao homem e dissociado de qualquer razão socioeconômica relevante. A família exerceria, portanto, a única função possível: a de controle social. Sendo a motivação criminosa inata, o grau de estabilidade familiar determinaria a taxa de criminalidade, uma vez que a organização familiar atuaria como principal elemento repressor do crime na medida em que incorpora as regras sociais. Tal concepção equivoca-se ao desconsiderar que a estrutura familiar nem sempre está em correspondência com os valores sociais dominantes, de forma que não se pode estabelecer vínculo direto entre estabilidade familiar e taxa de criminalidade (a máfia, destaca o autor, é formada por famílias muito bem estruturadas e com alto grau de estabilidade, porém com valores próprios e distintos do interesse social.). O autor destaca que o papel positivo que a família bem estruturada pode exercer, porém, reside na contenção da motivação criminosa, papel que se torna ainda mais relevante no seio de situações sociais de fragilidade.
Por fim, quanto ao aspecto comunitário, analisam-se as propostas de controle do crime pelos mecanismos de integração comunitária, que reúnem a família, instituições de ensino e difusão dos valores comunitários. A análise comunitarista peca ao considerar, tal qual na análise conservadora da família, que o papel da comunidade reside apenas na função de controle de criminalidade, sem refletir sobre as causas que a acarretam. Eliminando-se a injustiça originária (material), o que se constrói é uma correlação direta e simples entre eficácia do controle comunitário e a taxa de criminalidade. Nesse esquema, ignora-se que controle e motivação possam, apesar de serem elementos essencialmente distintos, estarem inter-relacionados e que, para além de considerar a força que o controle social comunitário detém, deve-se também analisar sua correspondência com os valores aceitos em sociedade. 
Deve-se destacar a importância que a noção de comunidade exerce na organização da sociedade como um todo. A evolução no sentido de garantir justiça material por meio de uma reconfiguração mais igualitária da regra da meritocracia não garante, por si só, um controle da criminalidade. A distribuição meritocrática das recompensas gera desequilíbrios sociais relevantes. É na esfera da comunidade que se pode controlar os efeitos desses desequilíbrios. A sociedade moderna tem dificuldades em estruturar sua pluralidade de valores. A proposta multiculturalista de valorização das diferenças culturais, muito destacada em face da ascensão das políticas de identidade, é criticada pelo autor.

#### Propostas de organização da sociedade pós-moderna
Ao se propor a reorganizar a estrutura social, Young retoma os problemas relacionados à pluralidade de valores que definem a sociedade na modernidade recente. Suas críticas são direcionadas ao modelo de compreensão dessa pluralidade a partir da perspectiva do multiculturalismo da diferença. Tal modelo estrutura a diferença de valores dentro de uma comunidade ideal, na qual os diferentes grupos culturais interagem de forma harmônica e tolerante em relação a suas próprias diferenças. Young critica tal construção e propõe que o multiculturalismo da diferença tem de ceder lugar a um multiculturalismo transformativo, no qual as diferenças entre os grupos que interagem na sociedade são menos intensas do que se poderia imaginar, o que proporciona um ambiente propício para trocas culturais e redução da diferença significativa. A comunidade criada no multiculturalismo transformativo é de baixa intensidade, de forma que as fronteiras de interação entre as subculturas que nela se desenvolvem são fluidas e sujeitas a constantes transformações. 
Para alcançar um grau de interação mais intenso e uma organização social mais condizente com as transformações pelas quais passa a sociedade recente, Young, valendo-se das propostas de Nancy Fraser, crítica do multiculturalismo e do feminismo da diferença, fala em aplicação de remédios transformativos no plano do reconhecimento social, que se contraporiam aos remédios afirmativos que se propagam atualmente. Os primeiros agiriam no sentido de desconstruir as dicotomias culturais, enfraquecendo os binômios sociais de exclusão. Os remédios afirmativos, por sua vez, tentariam reparar a falta de respeito e conhecimento através da valorização de grupos cuja identidade é subvalorizada. Dessa forma, busca-se a propagação de uma imagem positiva do grupo, visando afirmar o valor de cada cultura.
No plano da justiça, os mesmos remédios afirmativos são problemáticos e geram exclusão e preconceito em relação às subclasses beneficiadas. Eles consistem em benefícios aos que estão em má situação no mercado de trabalho secundário e aos desempregados, que acabam marcando um setor como diferente e passível de estigmatização. Tais medidas são o grosso das políticas econômicas dos partidos de centro-esquerda da atualidade. Os remédios transformativos, o apelo às velhas tentativas igualitárias do grande Estado previdenciário se mostram igualmente falhas. Segundo Young, a ineficiência da burocracia estatal, aliada ao ressentimento criado na estrutura de classes, subverteu as medidas igualitárias. Em virtude disso, o autor propõe superar a dicotomia entre igualdade e meritocracia a fim de transformar a esfera da justiça material. A igualdade deve permear o acesso às oportunidades dentro da meritocracia, além de direcionar a esfera das recompensas econômicas. Nesse sentido,  Young aponta que "a noção de meritocracia radical (...) embora aquém da transformação fundamental da propriedade do capital, pode, através da abertura da esfera de trabalho a todos, da restrição à riqueza herdada e da garantia reflita o mérito, dar início à transformação dos mecanismos reprodutores dos diferenciais de classe."

#### Conclusão - as possibilidades de transformação no atual contexto social
Ao concluir, Young discorre sobre as possibilidades de transformação na atual sociedade pós-moderna, a fim de superar o paradigma da exclusão social. O que se observa é que as próprias condições em que o processo de exclusão se desenvolve podem ser reprogramadas para uma sociedade mais agregadora e tolerante. Ao analisar a evolução tecnológica recente, o que se vê é que ela pode desempenhar um papel ambivalente, capaz de ser direcionada para um aumento significativo da qualidade de vida e interação social. Por outro lado, o próprio desenvolvimento do mercado requer um reajuste para promover um sentido de maior igualdade e equidade. Se a expansão das relações de troca modernas acirram o processo de exclusão, é no próprio núcleo do capitalismo que se encontram o motor possível da transformação. Em suma, o rompimento do contrato social que regulava a modernidade transformou irreversivelmente as formas como se dão as interação individuais e coletivas em sociedade. Compreender as novas estruturas sociais é fundamental para discutir novas bases, mais racionais e inclusivas, para a ordem coletiva. A busca por uma solução adequada passa, portanto, pela construção de "uma nova cidadania, uma modernidade reflexiva capaz de manejar os problemas de justiça da comunidade, da recompensa e do individualismo, que habitam o coração da democracia liberal.""

## Carreira

### Qualificações
- 1965:  BSc em Sociologia, London School of Economics
- 1966: MSc em Sociologia, London School of Economics
- 1972: PhD em Sociologia, London School of Economics

### Profissional
- 1978-83: Membro do Sociological Studies Board, Council for National Academic Awards
- 1980-84: Membro do Legal Studies Board, CNAA
- 1982-84: Honorário Professor de Sociologia, Polytechnic of Central London
- 1996-2013: Honorário Companheiro, da Scarman Centre for the Study of Public Order, Universidade de Leicester
- 1996-2013: Patrono, da Safer Islington Trust
- 1998-2013: Assessor, do  Vauxhall Centre for Crime and the Community, Universidade de Luton
- 2000-2002: Assessor de Crime e Policiamento, para o All-Party Irish in Britain Parliamentary Group
- 2000-2013: Honorário Companheiro da Royal Society of Arts
- 2001-2003: Assessor, da Metropolitan Police Authority
- 2009-2013: Honorário Professor de Criminologia,da  University de Kent, Reino Unido.

## Prêmios

### Pessoais
- 1998: Sellin-Glueck Award de Estudante Famoso Distino - American Society of Criminology
- 2003: Prêmio de Carreira da Critical Criminology Division
- 2012: Prêmio de Carreira da British Society of Criminology

### Por trabalho
- 2009: Cultural Criminology: An Invitation (Jock Young e Keith Hayward), por Prêmio de Livro Distinto - American Society of Criminology's Division of International Criminology

## Principais obras
- Young, J. (1971) The Drugtakers
- Taylor, I., Walton, P. e Young, J. (1973) The New Criminology
- Taylor, I., Walton, P. e Young, J. (1975) Critical Criminology
- Lea, J. e Young, J. (1984) What is to be Done about Law and Order?
- Young, J. (1994) 'Incessant Chatter: Recent Paradigms in Criminology', em Maguire et al. (eds) The Oxford Handbook of Criminology
- Young, J. (1999) The Exclusive Society
- Young, J. (2002) 'Critical Criminology in the Twenty-First Century: Critique, Irony and the Always Unfinished', em Hogg, R. e Carrington, K. (eds) Critical Criminilogy
- Hayward, K. e Young, J. (2004) 'Cultural Criminology: Some Notes on the Script', Theoretical Criminology
- Young, J. (2007) The Vertigo of Late Modernity
- Ferrell, J., Hayward, K. e Young, J. (2008) Cultural Criminology: An Invitation
- Young, J. (2011) The Criminological Imagination